# Homalomena pusilla
Homalomena pusilla är en kallaväxtart som beskrevs av Cornelis Rugier Willem Karel van Alderwerelt van Rosenburgh. Homalomena pusilla ingår i släktet Homalomena och familjen kallaväxter.
Artens utbredningsområde är Sulawesi. Inga underarter finns listade.